# Roundnet
Il roundnet, anche noto come spikeball, è uno sport di squadra che si gioca tra due squadre di due giocatori ciascuna. I giocatori inizialmente si allineano attorno a una piccola rete, simile a un tappeto elastico, e, dopo un servizio per avviare il gioco, le squadre si alternano nel riportare la palla sulla rete e termina quando la palla cade a terra o si verifica un'infrazione.

## Storia
Il roundnet è stato inventato nel 1989 da Jeff Knurek, ispirato principalmente dai concetti della pallavolo, anche se l'attrezzatura ideata originariamente divenne obsoleta e perse popolarità nel 1995. Lo sport ha conosciuto una rinascita nel 2008, quando l'azienda Spikeball ha iniziato a promuoverlo e a produrre attrezzature per giocarlo, per tale motivo "spikeball" è diventato un nome comune per lo sport.

## Nozioni di base
Il roundnet presenta elementi provenienti da altri sport come la pallavolo e il four square. La partita si gioca tra due squadre di due persone. I giocatori sono posizionati in 4 punti intorno alla rete, con i membri della stessa squadra situati in posizioni vicine. Un giocatore serve la palla lanciandola sulla rete verso il membro della squadra avversaria posizionato di fronte a sé. La squadra avversaria ha quindi 3 tocchi per riportare la palla sulla rete. Dopo il servizio, non ci sono limiti nel campo o nel tempo di gioco: i partecipanti sono liberi di correre, piazzare e colpire la palla da qualsiasi lato della rete e il gioco continua finché una squadra non riesce a restituire la palla sulla rete o la palla colpisce il cerchio o viene commessa un'infrazione, a quel punto il punto termina e l'altra squadra riceve 1 punto.

## Regole

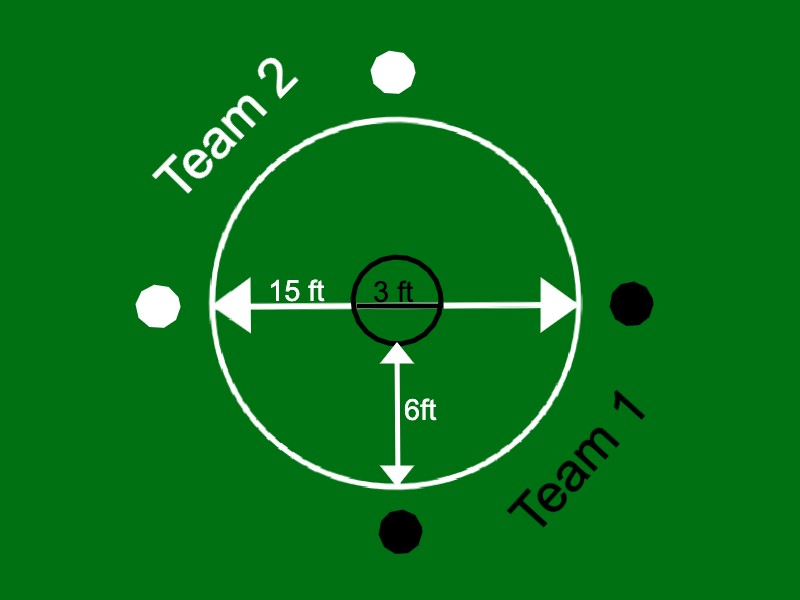
Campo di roundnet all'inizio del gioco: un cerchio per il servizio con un diametro di circa 4,5 metri (15 piedi), al cui centro è posta la rete da circa 90 centimetri (3 piedi), per una distanza di circa 1,8 metri (6 piedi) tra la rete e il cerchio. L'immagine mostra anche un esempio di posizionamento delle squadre all'inizio del gioco.

### Preparazione
I materiali necessari per il roundnet includono una rete tesa, similmente ad un trampolino, su un cerchio di diametro di circa 90 centimetri (3 piedi) e una palla con una circonferenza di circa 30 centimetri (12 pollici). All'inizio del gioco, i giocatori si allineano in un quadrato intorno alla rete, ognuno ad una distanza di circa 1,8 metri (6 piedi) dalla rete stessa (è possibile disegnare un cerchio o dei segni a terra per segnalare tale distanza), ognuno a 90 gradi di distanza l'uno dall'altro, con i membri della stessa squadra vicini tra loro; il giocatore di fronte a ciascun giocatore è sempre un membro della squadra avversaria.
Ogni punto inizia con un servizio, solitamente eseguito dalla squadra che ha vinto il punto precedente. Per determinare chi serve per primo nella partita, le squadre possono lanciare una monetina, giocare una partita a morra cinese o scegliere tra loro altri metodi analoghi; il vincitore riceverà l'opzione di servire per primo o ricevere per primo. Durante il servizio, i giocatori che non effettuano né ricevono il servizio devono mantenere le posizioni designate al di fuori del cerchio di 1,8 metri. Il giocatore che riceve il servizio può muoversi liberamente prima del servizio.
Dopo il servizio, il possesso passa alla squadra che riceve e tutti i giocatori possono muoversi liberamente. Durante ogni possesso, le squadre hanno la possibilità di toccare fino a tre volte la palla. Ogni volta che la palla viene colpita e rimbalza sulla rete, il possesso passa alla squadra avversaria.
Per tenere conto di eventuali svantaggi dati dalla posizione dei giocatori all'inizio del gioco (es. luce solare, vento o qualsiasi altra condizione al di fuori del gioco), ogni cinque punti i giocatori ruotano le posizioni di partenza di novanta gradi.

### Servizio
Il primo servizio avvia il gioco. Il battitore di una squadra si trova direttamente di fronte al ricevitore della squadra avversaria; quest'ultimo è l'unico giocatore che può ricevere il servizio. Per servire, il battitore deve lanciare la palla ad almeno 10 centimetri (4 pollici) di distanza dal punto di rilascio (es. la propria mano) per iniziare il servizio. A nessun giocatore è consentito interferire con la palla durante il servizio.
Per ogni punto, al battitore sono concessi due tentativi per effettuare un servizio legale. Il battitore deve trovarsi a distanza di circa 1,8 metri (6 piedi) dalla rete per tutta la durata del servizio: non può sporgersi per avvicinarsi alla rete e i suoi piedi e tutto il corpo devono essere mantenere la distanza anche dopo aver toccato la palla, ovvero fino a quando il giocatore non ha completamente recuperato l'equilibrio dato da eventuali movimenti effettuati durante il servizio. Il battitore può spostarsi lateralmente tramite un pivot, cioè mantenendo un piede perno nella posizione di partenza e muovendo solo l'altro piede, ma non può spostarsi oltre un pivot. Il battitore può colpire la palla a qualsiasi velocità e direzione.

#### Falli di servizio
La squadra che riceve può chiamare i seguenti falli commessi durante il servizio prima che di effettuare un secondo tocco:
- il battitore afferra, manca o lascia cadere la palla lanciata;
- la palla supera l'altezza della spalla del ricevitore;
- la palla colpisce quella che è nota come tasca o pocket (l'area della rete che si trova proprio accanto al cerchio) e cambia così la propria direzione;
- la palla entra in contatto con il cerchio.

Se non viene chiamato un fallo, il gioco continua.
Se si verificano due falli consecutivi, la squadra in ricezione guadagna un punto e il possesso della palla per effettuare il prossimo servizio. Se la squadra al servizio vince il punto, il servitore deve scambiare posto con il suo compagno di squadra per servire verso l'altro ricevitore.

### Contatto con la palla
Quando una squadra ha il possesso palla, i giocatori devono alternarsi nei tocchi: un giocatore non può colpire la palla due volte di seguito, indipendentemente dalla parte del corpo con cui tocca la palla. La palla deve essere colpita nettamente: non può essere fermata, sollevata, afferrata o lanciata, né può essere toccata contemporaneamente con entrambe le mani. Se la palla colpisce il terreno o il cerchio in qualsiasi momento durante lo scambio, il gioco finisce e viene assegnato un punto all'altra squadra. Se le squadre non sono in grado di determinare se la palla ha colpito il cerchio o una tasca, non viene assegnato alcun punto e l'ultima squadra che ha servito servirà nuovamente. Quando la palla colpisce la rete, deve rimbalzare oltre il cerchio affinché il gioco possa continuare; se invece colpisce nuovamente la rete o il cerchio, viene chiamato un doppio rimbalzo e viene assegnato un punto alla squadra che non era in possesso della palla prima che toccasse la rete. Se durante uno scambio la palla colpisce una tasca, lo scambio continua (ciò è considerato un fallo solo durante il servizio). Se la palla entra in contatto con la rete e poi rotola sul cerchio, ciò è noto come roll-up: se si verifica durante un servizio, può essere chiamato un fallo, ma durante il gioco viene considerato come una tasca e il gioco prosegue.
È possibile commettere un'infrazione anche quando non si ha il possesso della palla:
- un giocatore non in possesso della palla non può ostacolare un giocatore avversario, è sempre necessario sforzarsi per evitare di interferire con i movimenti degli avversari; se un giocatore intralcia il gioco, la squadra avversaria può chiamare il fallo di ostruzione e il punto sarà ripetuto;
- se la palla, dopo aver rimbalzato sulla rete, colpisce il giocatore che l'ha toccata per ultimo o il suo compagno di squadra;
- se un giocatore entra in contatto con il cerchio o la rete mentre la palla è in gioco, perde il punto.

### Punteggio

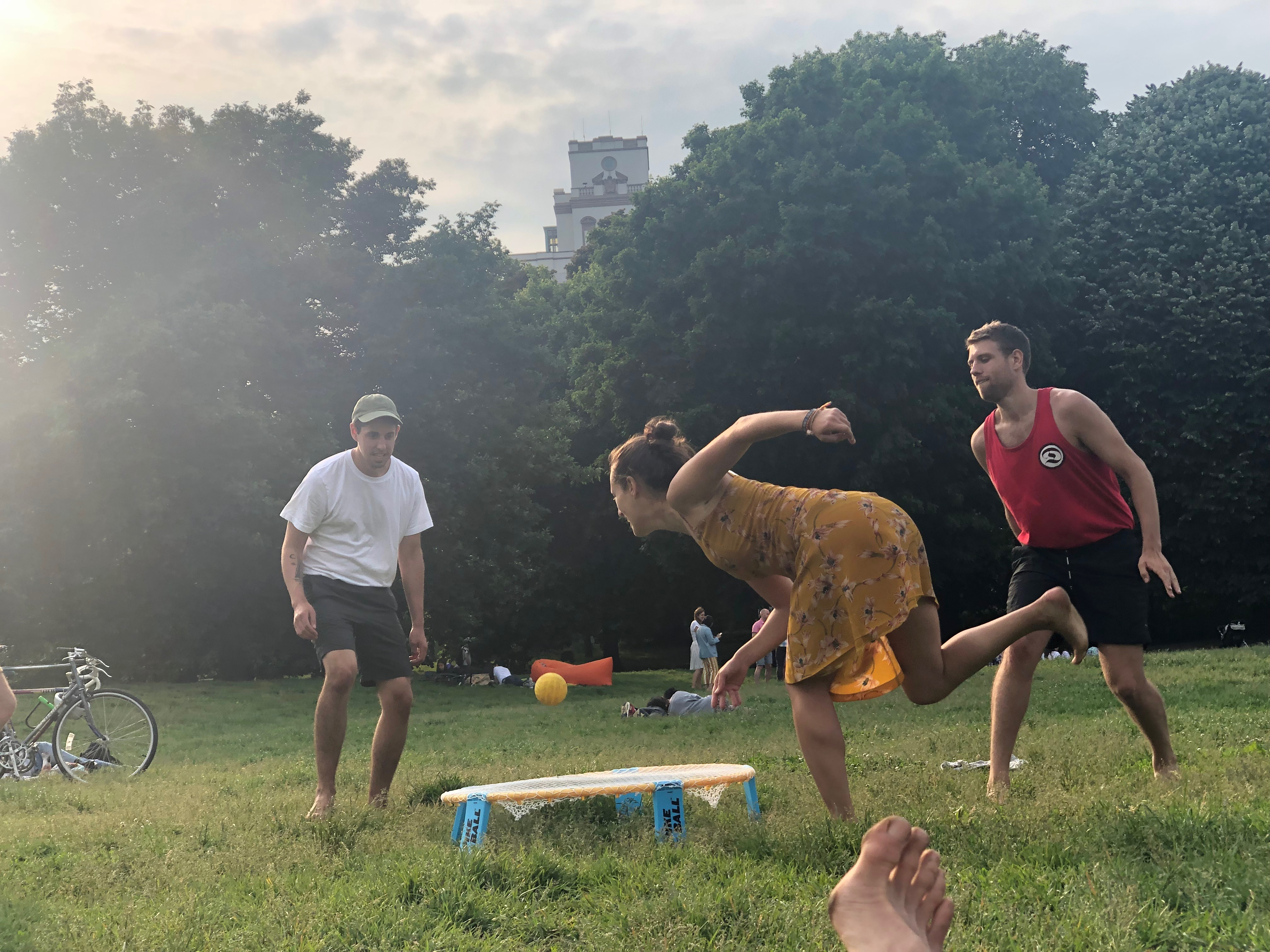
Una giocatrice dilettante sfoggia l'eponimo spike (schiacciata) dello spikeball

Il punteggio nel roundnet è dettato dal rally point system, il che significa che una squadra può guadagnare un punto indipendentemente dal fatto che stia servendo o meno. Le partite vengono solitamente giocate fino a 11, 15 o 21 punti, a discrezione dell'organizzatore del torneo. Come è comune con giochi simili come ping-pong, tennis e pallavolo, le squadre possono vincere solo con una differenza di due punti. I punti possono essere accumulati in questi modi:
- la palla non colpisce la rete dopo al massimo tre tocchi di una squadra;
- la palla colpisce il suolo;
- la palla colpisce il cerchio;
- la palla colpisce più di una volta la rete;
- vengono effettuati due servizi non validi consecutivamente;
- un giocatore tocca la palla più di una volta consecutivamente;
- la palla, dopo aver rimbalzato sulla rete, colpisce il giocatore che l'ha toccata per ultimo o il suo compagno di squadra

### No hit zone
Per giocatori di livello più avanzato, è possibile aggiungere un elemento di difficoltà: la no hit zone, ovvero un'area composta da un cerchio di diametro di circa 180 centimetri (6 piedi) passante per il centro della rete, o circa 45 centimetri (1,5 piedi) dal bordo della rete.
Un giocatore che si trova all'interno della no hit zone non può colpire la palla indirizzandola direttamente sulla rete. I giocatori sono invece completamente liberi di trovarsi all'interno della no hit zone in fase difensiva.

### Modifiche alle regole
Oltre al modo classico di giocare a roundnet, ci sono molte varianti che possono essere apportate alle regole del gioco, alcune delle quali sono diventate sempre più popolari. Queste modifiche possono aggiungere elementi completamente diversi a un semplice gioco di roundnet e, così facendo, trasformare il gioco nel suo insieme. L'aggiunta di elementi esterni consente ai giocatori di roundnet di sfidarsi a livelli diversi e, così facendo, aumentare o diminuire l'aspetto competitivo di uno sport così versatile come il roundnet. Alcune potenziali modifiche includono dividere il campo di gioco a metà (semplificando così il gioco), usare solo una mano o costringere i giocatori a tenersi per mano (aumentando notevolmente la difficoltà del gioco).

## Fondamentali

### Servizio
L'obiettivo principale del battitore è di ottenere un servizio legale che si traduca in una ricezione sporca o in un possibile ace, ovvero quando la palla non viene toccata dal ricevitore e colpisce il terreno, oppure colpisce il terreno prima che il ricevitore possa toccarla, o il ricevitore non controlla correttamente la palla e questa colpisce il suolo o non è in alcun modo giocabile dal compagno di squadra del ricevitore.
Esistono diversi tipi di servizio:
- servizio base: utilizzato dalla maggior parte dei principianti, colpendo la palla con la mano piatta, dandole poca o nessuna rotazione. Tale servizio è usato raramente in partite e tornei di alto livello, a causa della facilità con cui può essere ricevuto;
- servizio topspin o jam o backdoor:[8] il servizio più usato nel roundnet. Viene realizzato colpendo la palla con una rotazione in avanti (nel verso della direzione della palla), amplificando il rimbalzo sulla rete. Se realizzato con forza, questo servizio può essere estremamente difficile da ricevere;
- servizio drop:[9] un altro servizio molto usato nel roundnet. Viene realizzato colpendo la palla con una rotazione all'indietro (nel verso opposto alla direzione della palla), riducendo il rimbalzo sulla rete (la palla cade davanti al ricevitore). Se piazzato correttamente, può essere estremamente difficile difendere questo servizio, specialmente se il ricevitore si trova in posizione arretrata o laterale;
- servizio tagliato:[10] utilizzato da giocatori di livello avanzato. Viene realizzato colpendo la palla con rotazione sia laterale che in avanti, amplificando l'angolo di rimbalzo sulla rete. Se realizzato con forza e notevole rotazione, può essere estremamente difficile da difendere.

### Passaggio
Un passaggio viene utilizzato per indirizzare la palla verso il proprio compagno di squadra. Per gestire correttamente il passaggio, il giocatore non solo deve impedire che la palla tocchi terra, ma deve anche cercare di posizionare la palla in maniera tale da dare al compagno delle buone opzioni di gioco.
Esistono due diverse tecniche utilizzate per passare la palla:
- sottomano:[11] il giocatore apre la mano affinché la palla rimbalzi sul palmo. Più comunemente usato per preparare l'attacco del compagno di squadra.
- sopra la testa:[12] essenzialmente lo stesso contatto del passaggio sottomano, ma spingendo la palla sopra la testa. Più comunemente usato quando si riceve il servizio o attacchi diretti, per passaggi sulla lunga distanza o quando la palla si trova al di sopra della testa del giocatore.

### Attacco
L'attacco è il colpo che un giocatore impartisce alla palla nel tentativo di rendere difficile o impossibile all'avversario la difesa della stessa. I giocatori di solito usano una combinazione di scatto, oscillazione e rotazione del polso e/o del braccio per realizzare determinati tipi di attacchi.
Esistono molti modi diversi per attaccare la palla:
- spike:[13] un colpo forte di solito eseguito impartendo una rotazione in avanti alla palla;
- flick:[14] un tiro piazzato, caratterizzato dalla traiettoria molto bassa per posizionare la palla dal lato della rete in cui non si trova il difensore;
- chip: un tiro alto per posizionare la palla al di sopra del difensore e sufficientemente lontano da renderla difficile da raggiungere;
- drop: un tiro dalla traiettoria bassa piazzato davanti al difensore, realizzato con quantità minime di forza.

### Blocco con il corpo
Un blocco con il corpo è una tattica difensiva comune. Quando un giocatore difende con il corpo, la palla rimbalza verso il compagno, solitamente piazzato di fronte al difensore. Questa tecnica può anche essere usata per indirizzare la palla verso la rete (colpo chiamato generalmente God-block o nello specifico God-hand o God-knee se effettuato ad esempio con la mano o il ginocchio).

## Applicazioni in altri sport
Il roundnet si può utilizzare come gioco-sport anche in altre discipline, come nella pallavolo, nella pallamano o negli allenamenti mirati per portieri di calcio e futsal. In mancanza del kit è possibile utilizzare il campo da gioco tracciato con cinesini per delimitare l’area in sostituzione della rete e come sfera si può utilizzare quella specifica dello sport in questione.

### Pallavolo
Nella pallavolo può essere utilizzato come gioco propedeutico in molte varianti, per esempio nel minivolley una variante può essere fermare la palla ad ogni tocco od una volta ogni azione. Negli atleti più evoluti invece può essere un divertente gioco di attivazione e riscaldamento.
Lo SPIKEBALL è il gioco della schiacciata: un gioco didattico, propedeutico al gioco del Volley S3, immediato e coinvolgente che, partendo dal gesto più rappresentativo e vigoroso della pallavolo, rivoluziona il percorso d’apprendimento ponendo l’attacco e l’attaccare il campo avversario come momento centrale del gioco stesso. È un percorso didattico che parte da gioco “individuale” trasformandolo pian piano in gioco di “squadra”.

### Pallamano
Nella pallamano può trovare applicazione come gioco di attivazione nonché come esercitazione per il miglioramento della sensibilità di tocco, essendo l’area delle rete notevolmente ridotta.

### Portieri di calcio e futsal
Per quanto riguarda gli allenamenti specifici dei portieri il roundnet è molto utile come gioco propedeutico e di attivazione perché, essendo i portieri dotati di grandi doti atletiche e acrobatiche, può aiutare la componente reattiva che viene allenata durante le sedute. Inoltre per i portieri di futsal, ai quali viene richiesta una grande precisione nel rilancio con le mani, è utile per la sensibilità del tocco.

## Roundnet e disabilità
Dall'estate 2021 nel Veneto è stato avviato il progetto "Turismo sociale ed inclusivo delle spiagge venete", dove il gioco, per la prima volta a livello mondiale, vede due squadre formate da un giocatore normodotato ed uno disabile che giocano insieme in modo inclusivo.